# Schloss Althörnitz

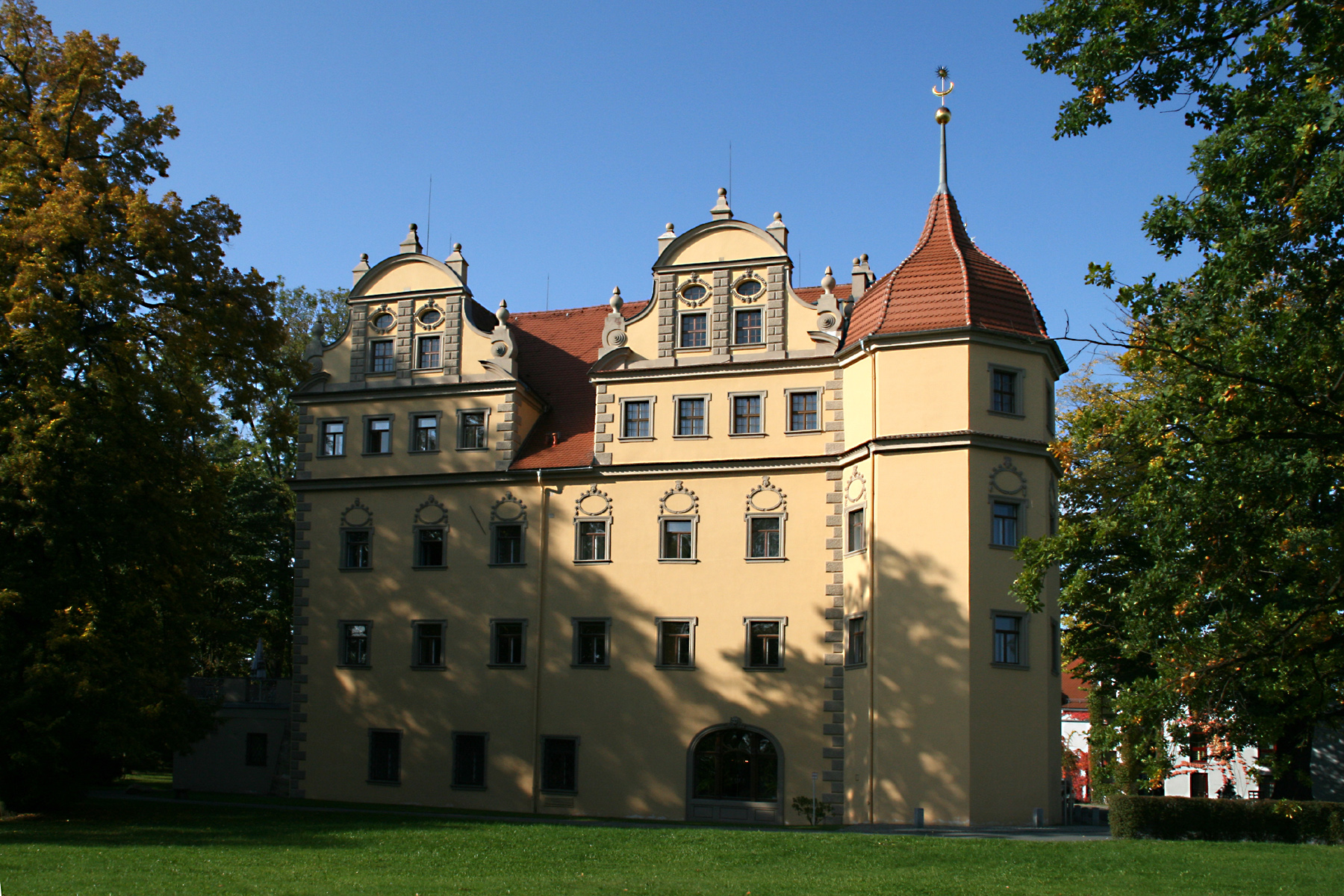
Schloss Althörnitz

Das Schloss Althörnitz ist ein in Bertsdorf-Hörnitz in Sachsen gelegenes Schloss aus dem 17. Jahrhundert.

## Geschichte

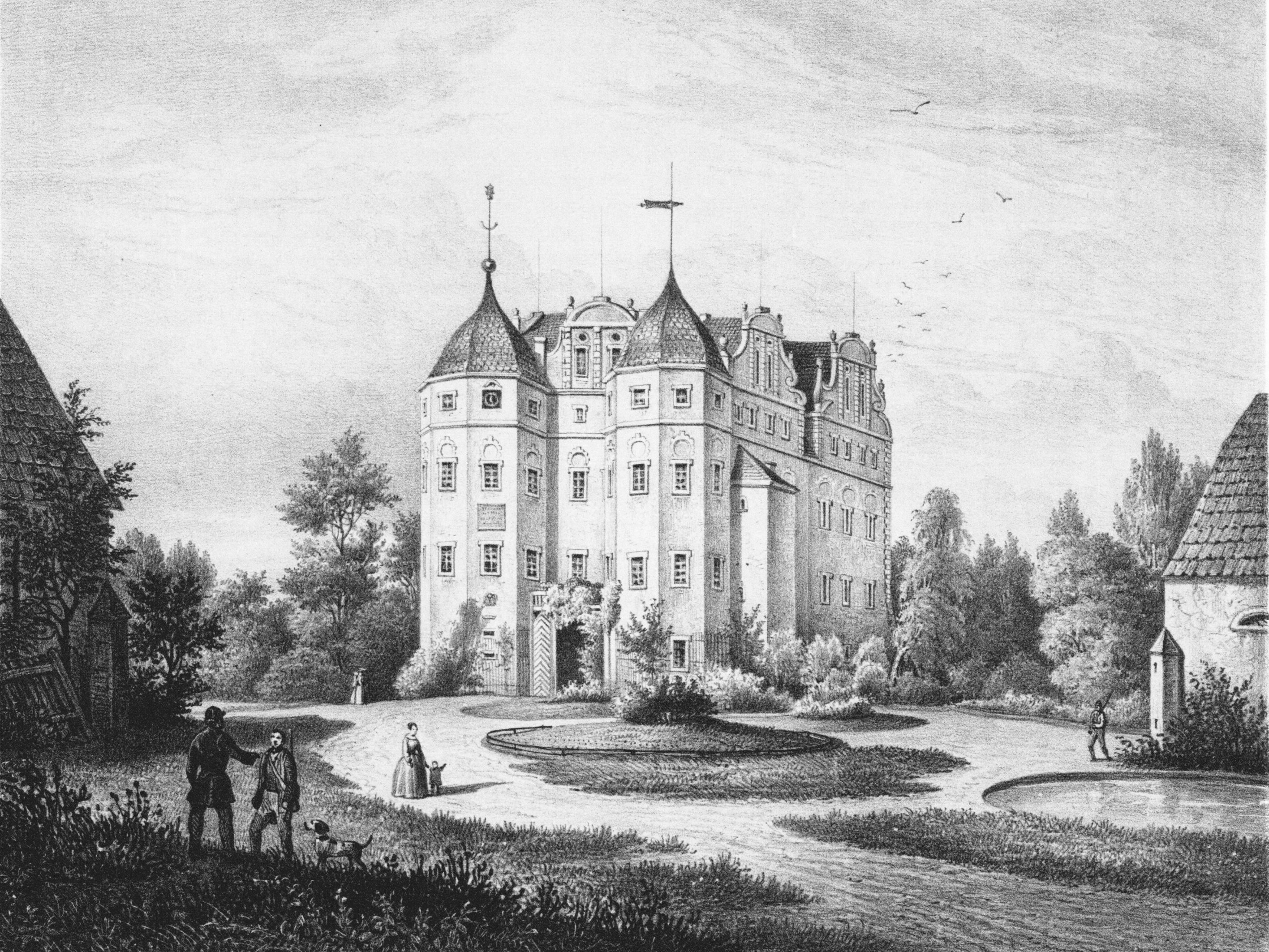
Schloss Althörnitz um 1850

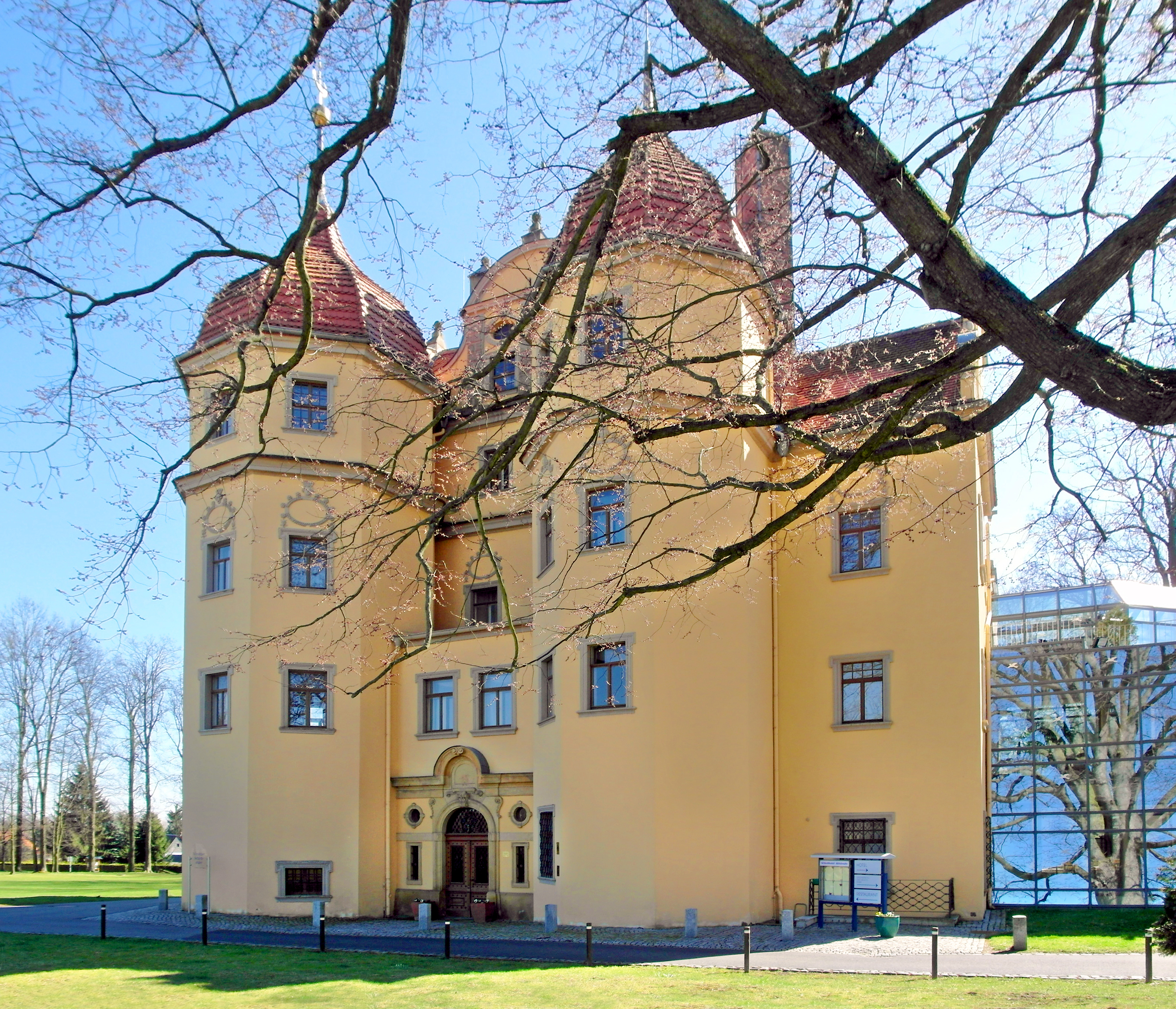
Schloss Althörnitz 2017

Das Schloss wurde von 1651 bis 1654 vom Zittauer Baumeister Valentin für den Bürgermeister Christian von Hartig erbaut. Es hat einen rechteckigen Grundriss und der Schlosseingang wird von zwei achteckigen Türmen mit welschen Hauben flankiert, wobei der rechte, kleinere Turm erst 1853 als Treppenturm angebaut wurde. Ebenso ist die Vorhalle eine Zutat des Jahres 1892. Am älteren, linken Turm stand auf einer eingemauerten Tafel die Inschrift:
„Der angenehmen Muße
der ehrenvollen Beschäftigung und dem Geist des Ortes
wegen des Reizes der Lage hat diesen Teil geweiht
Christian von Hartig in Hörnitz
Ritter des Markusordens“
Das untere Geschoss des alten Turmes ist von einem Kreuzgewölbe bedeckt. Hier hat der Sohn Hartigs, Jakob, mit dem Erfinder des Brennspiegels und Grundlagenforscher für das Meissener Porzellan, Ehrenfried Walther von Tschirnhaus, alchimistische Versuche durchgeführt. Dabei geriet das Labor in Brand. Jakob flüchtete und die erschreckten Dorfbewohner erwirkten die Vertreibung des Schwarzkünstlers Tschirnhaus. Es ist sicher, dass wichtige Gespräche über die Entwicklung des Meissener Porzellans in Hörnitz stattgefunden haben. Tschirnhaus beaufsichtigte dann die Versuche Böttgers. Christian von Hartig hat als erster in Zittau und Umgebung ein Gewächshaus, ein Treibhaus und eine Orangerie betrieben, für die er seltene Blumen einführte. Althörnitz blieb bis 1771 im Besitz der Familie von Hartig. Ihr folgte Karl August von Kyaw, der es 1781 an Johann Gottfried Kämmel aus Waltersdorf verkaufte. 1826 gehörte es Ernst Wilhelm Friedrich Just, ab 1840 Moritz von Beschwitz aus Großschweidnitz und ab 1871 Herrn Heisen aus Annaberg, der unmittelbar danach eine Spiritusdampfbrennerei für Kartoffeln und einen der größten Kuhställe baute.
Danach erwarb im Jahre 1881 der sächsische Kammerherr Hans Rudolf von Sandersleben (* 1853; † 1943) das Rittergut mit dem dazugehörigen Grundstück und gründete 1885 dann mit Editha Freiin von Welck eine Familie. Sandersleben war Herr auf Althörnitz, Mitglied der ersten Kammer der ehem. sächs. Standesvertretung, Rechtsritter des Johanniterordens. Neuhörnitz und Althörnitz wurden am 1. Juli 1912 vereint. Das adelige Gutsbesitztum umfasste 264 ha und war zeitweise verpachtet.
Nach dem Zweiten Weltkrieg wurde Familie von Sandersleben enteignet und somit das Anwesen dann von Umsiedlern bewohnt. Von 1948 bis 1991 wurden Ferienurlauber des Gewerkschaftsbundes der DDR (FDGB) hier unter einfachen Bedingungen betreut. Trotz der großen Hilfe durch die Gemeinde Bertsdorf-Hörnitz verfielen anschließend die Bauten.

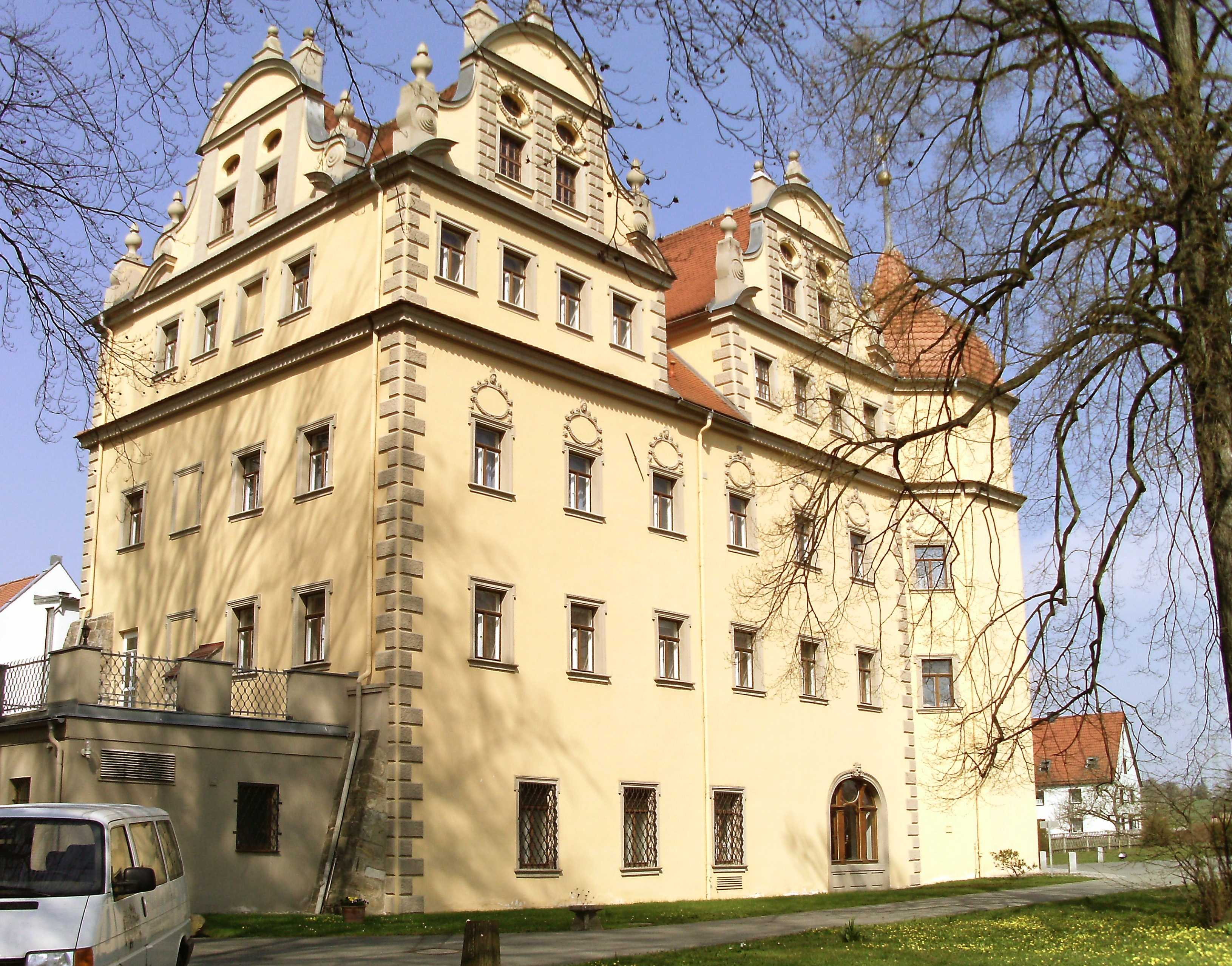
Das Schlosshotel 2012

Der seit 1990 in Leipzig als Banker und im Konzern der Leipziger Messe tätige Honorarkonsul des Königreichs Schweden, Rudolf von Sandersleben, seine Familie, die Gemeinde Bertsdorf-Hörnitz und der Hotelier Karl-Dieter Gaydoul, von der Historical Hotels Cooperation, erarbeiteten ein Konzept für die neue Nutzung des Schlosses und des vom Pückler-Schüler Eduard Petzold angelegten Schlossparks. Gemeinsam erwarben sie 1993 das Schloss und den Park von der Treuhandanstalt. Nach 16 Monaten Bauzeit konnte der Hotelbetrieb im Februar 1996 aufgenommen werden.